# Richard Arès
Pour les articles homonymes, voir Arès (homonymie).
 (juillet 2025).
Si vous disposez d'ouvrages ou d'articles de référence ou si vous connaissez des sites web de qualité traitant du thème abordé ici, merci de compléter l'article en donnant les références utiles à sa vérifiabilité et en les liant à la section « Notes et références ».
Richard Arès est un écrivain, un jésuite et un humaniste québécois né à Marieville le 7 janvier 1910 et décédé le 9 août 1989. 
Directeur de la revue  Relations et président des Semaines sociales, ses écrits ont influencé le débat entourant l'évolution de la société canadienne-française. 

## Ouvrages publiés
- Nos grandes options politiques et constitutionnelles
- L'Église et la société internationale, 1949
- Pacte ou Loi, 1949
- Le Rôle de l'État dans un Québec fort, 1962
- Pour un Québec fort, 1963
- Dossier sur le pacte fédératif de 1867, 1967
- L'Église dans le monde d'aujourd'hui, 1971
- Positions ethniques, linguistiques et religieuses des Canadiens français à la suite du recensement de 1971, 1975

## Honneurs
- 1963 - Membre de la Société royale du Canada
- 1979 - Prix Esdras-Minville
- 1979 - Officier de l'Ordre du Canada

Le Prix Richard-Arès est remis en son honneur.